# ASH1L
ASH1L (también llamada huASH1, ASH1, ASH1L1, ASH1-like o KMT2H) es una enzima histona-lisina N-metiltransferasa codificada por el gen ASH1L ubicado en la banda cromosómica 1q22. ASH1L es el homólogo humano de Drosophila Ash1 (ausente, pequeño o de tipo homeótico).

## Gene
ASH1L fue descubierto como un gen que causa un fenotipo mutante de disco imaginal en Drosophila. Ash1 es miembro del grupo tritórax (trxG) de proteínas, un grupo de activadores transcripcionales que participan en la regulación de la expresión del gen Hox y la identidad del segmento corporal.  Drosophila Ash1 interactúa con el tritórax para regular la expresión del ultrabitórax. 
El gen ASH1L humano abarca 227,5 kb en el cromosoma 1, banda q22. Esta región se reordena en una variedad de cánceres humanos como la leucemia, el linfoma no Hodgkin y algunos tumores sólidos. El gen se expresa en múltiples tejidos, con niveles más altos en el cerebro, el riñón y el corazón, como una transcripción de ARNm de 10,5 kb.  Las mutaciones en ASH1L en humanos se han asociado con autismo, epilepsia y discapacidad intelectual. 

## Estructura
La proteína ASH1L humana tiene 2969 aminoácidos de longitud y un peso molecular de 333 kDa.  ASH1L tiene un dominio asociado con SET (AWS), un dominio SET, un dominio post-set, un bromodominio, un dominio de homología bromo-adyacente y un dedo de homeodominio de planta (dedo PHD). Human y Drosophila Ash1 comparten un 66% y un 77% de similitud en sus dominios de dedos SET y PHD, respectivamente.  Un bromodominio no está presente en Drosophila Ash1.
El dominio SET es responsable de la actividad de la histona metiltransferasa (HMTasa) de ASH1L. A diferencia de otras proteínas que contienen un dominio SET en su extremo C, ASH1L tiene un dominio SET en el medio de la proteína. La estructura cristalina del dominio catalítico ASH1L humano, incluidos los dominios AWS, SET y post-SET, se ha resuelto con una resolución de 2,9 angstrom. La estructura muestra que el bolsillo de unión al sustrato está bloqueado por un bucle del dominio post-SET y, debido a que la mutación del bucle estimula la actividad ASH1L HMTasa, se propuso que este bucle cumpla una función reguladora. 

## Patrones y tiempos de expresión de proteínas
ASH1L se expresa de forma ubicua en todo el cuerpo.     En el cerebro, ASH1L se expresa en áreas del cerebro y tipos de células, incluidas neuronas excitadoras e inhibidoras, astrocitos, oligodendrocitos y microglía.    ASH1L tampoco parece mostrar especificidad en ninguna región del cerebro. En humanos, los niveles de expresión de ARNm de ASH1L son bastante iguales en todas las regiones de la corteza.   De manera similar, en ratones, la proteína ASH1L se expresa altamente en el hipocampo, el tálamo, la corteza motora y la amígdala basolateral.  En humanos, la expresión de ASH1L alcanza su punto máximo prenatalmente y disminuye después del nacimiento, con un segundo pico de expresión hacia la edad adulta.   En el ratón, ASH1L se expresa en el sistema nervioso central en desarrollo ya en el día embrionario 8,5   y todavía se expresa en todo el cerebro del ratón adulto.  En general, la expresión de ASH1L en el cerebro es espacial y temporalmente amplia.

## Función
La proteína ASH1L está localizada en motas intranucleares y uniones estrechas, donde se planteó la hipótesis de que funcionaba en la señalización mediada por adhesión.  El análisis de ChIP demostró que ASH1L se une a la región transcrita en 5' de genes transcritos activamente. La ocupación de cromatina de ASH1L refleja la de la H3K4-HMTasa MLL1 relacionada con TrxG; sin embargo, la asociación de ASH1L con la cromatina puede ocurrir independientemente de MLL1. Si bien ASH1L se une a la región transcrita en 5' de los genes de mantenimiento, se distribuye por toda la región transcrita de los genes Hox. ASH1L es necesario para la expresión máxima y la metilación H3K4 de HOXA6 y HOXA10. 
Una construcción indicadora del promotor Hox en células HeLa requiere tanto MLL1 como ASH1L para su activación, mientras que MLL1 o ASH1L por sí solos no son suficientes para activar la transcripción. La actividad metiltransferasa de ASH1L no es necesaria para la activación del gen Hox, sino que tiene una acción represiva. La eliminación de ASH1L en células K562 provoca una regulación positiva del gen ε-globina y una regulación negativa de los marcadores mielomonocíticos GPIIb y GPIIIa, y la eliminación de ASH1L en células progenitoras hematopoyéticas con marcadores de linaje negativos sesga la diferenciación de linajes mielomonocíticos hacia linajes linfoides o eritroides. Estos resultados implican que ASH1L, al igual que MLL1, facilita la diferenciación mielomonocítica de células madre hematopoyéticas. 
El objetivo in vivo de la actividad HMTasa de ASH1L ha sido un tema de cierta controversia. El grupo de Blobel descubrió que in vitro ASH1L metila los péptidos H3K4, y la distribución de ASH1L entre los genes transcritos se asemeja a la de los niveles de H3K4.  Por el contrario, otros dos grupos han descubierto que la actividad HMTasa de ASH1L se dirige hacia H3K36, utilizando nucleosomas como sustrato.  

## Papel en las enfermedades humanas
Hay más de 100 variantes patógenas o causantes de enfermedades en el gen ASH1L.                        Aproximadamente la mitad de las variantes surgen de novo y la otra mitad se heredan. De las variantes hereditarias, aproximadamente la mitad se hereda por vía materna y la otra mitad por vía paterna. Las variantes que causan enfermedades pueden ser mutaciones sin sentido, sin sentido o con cambio de marco. Las mutaciones sin sentido se distribuyen por todo el cuerpo del gen sin localizarse en un dominio funcional conocido de ASH1L.
Todos los seres humanos afectados son heterocigotos para las mutaciones ASH1L. Una única copia patogénica de ASH1L causa la enfermedad, que puede ser el resultado de dos mecanismos genéticos diferentes: haploinsuficiencia o función negativa dominante. El recurso de genómica clínica de ClinGen afirma que existe "evidencia suficiente de haploinsuficiencia" en ASH1L. 
Los fenotipos o síntomas más comunes relacionados con las mutaciones de ASH1L son el trastorno del espectro autista (TEA), la epilepsia, la discapacidad intelectual y el trastorno por déficit de atención con hiperactividad (TDAH). La Iniciativa de Investigación del Autismo de la Fundación Simons (SFARI) otorga a ASH1L una puntuación de 1,1, lo que indica que ASH1L es un gen de autismo de alta confianza con el mejor nivel de evidencia que lo vincula con el autismo. 

## Otras lecturas
- Nagase T, Kikuno R, Ishikawa KI, Hirosawa M, Ohara O (February 2000). «Prediction of the coding sequences of unidentified human genes. XVI. The complete sequences of 150 new cDNA clones from brain which code for large proteins in vitro». DNA Research 7 (1): 65-73. PMID 10718198. doi:10.1093/dnares/7.1.65.
- Brandenberger R, Wei H, Zhang S, Lei S, Murage J, Fisk GJ, Li Y, Xu C, Fang R, Guegler K, Rao MS, Mandalam R, Lebkowski J, Stanton LW (June 2004). «Transcriptome characterization elucidates signaling networks that control human ES cell growth and differentiation». Nature Biotechnology 22 (6): 707-716. PMID 15146197. S2CID 27764390. doi:10.1038/nbt971.
- Colland F, Jacq X, Trouplin V, Mougin C, Groizeleau C, Hamburger A, Meil A, Wojcik J, Legrain P, Gauthier JM (July 2004). «Functional proteomics mapping of a human signaling pathway». Genome Research 14 (7): 1324-1332. PMC 442148. PMID 15231748. doi:10.1101/gr.2334104.
- Kimura K, Wakamatsu A, Suzuki Y, Ota T, Nishikawa T, Yamashita R, Yamamoto J, Sekine M, Tsuritani K, Wakaguri H, Ishii S, Sugiyama T, Saito K, Isono Y, Irie R, Kushida N, Yoneyama T, Otsuka R, Kanda K, Yokoi T, Kondo H, Wagatsuma M, Murakawa K, Ishida S, Ishibashi T, Takahashi-Fujii A, Tanase T, Nagai K, Kikuchi H, Nakai K, Isogai T, Sugano S (January 2006). «Diversification of transcriptional modulation: large-scale identification and characterization of putative alternative promoters of human genes». Genome Research 16 (1): 55-65. PMC 1356129. PMID 16344560. doi:10.1101/gr.4039406.
- Vasilescu J, Zweitzig DR, Denis NJ, Smith JC, Ethier M, Haines DS, Figeys D (January 2007). «The proteomic reactor facilitates the analysis of affinity-purified proteins by mass spectrometry: application for identifying ubiquitinated proteins in human cells». Journal of Proteome Research 6 (1): 298-305. PMID 17203973. doi:10.1021/pr060438j.

- Datos: Q18042129